# Physantholejeunea
Physantholejeunea là một chi rêu trong họ Lejeuneaceae.